# Musique instrumentale

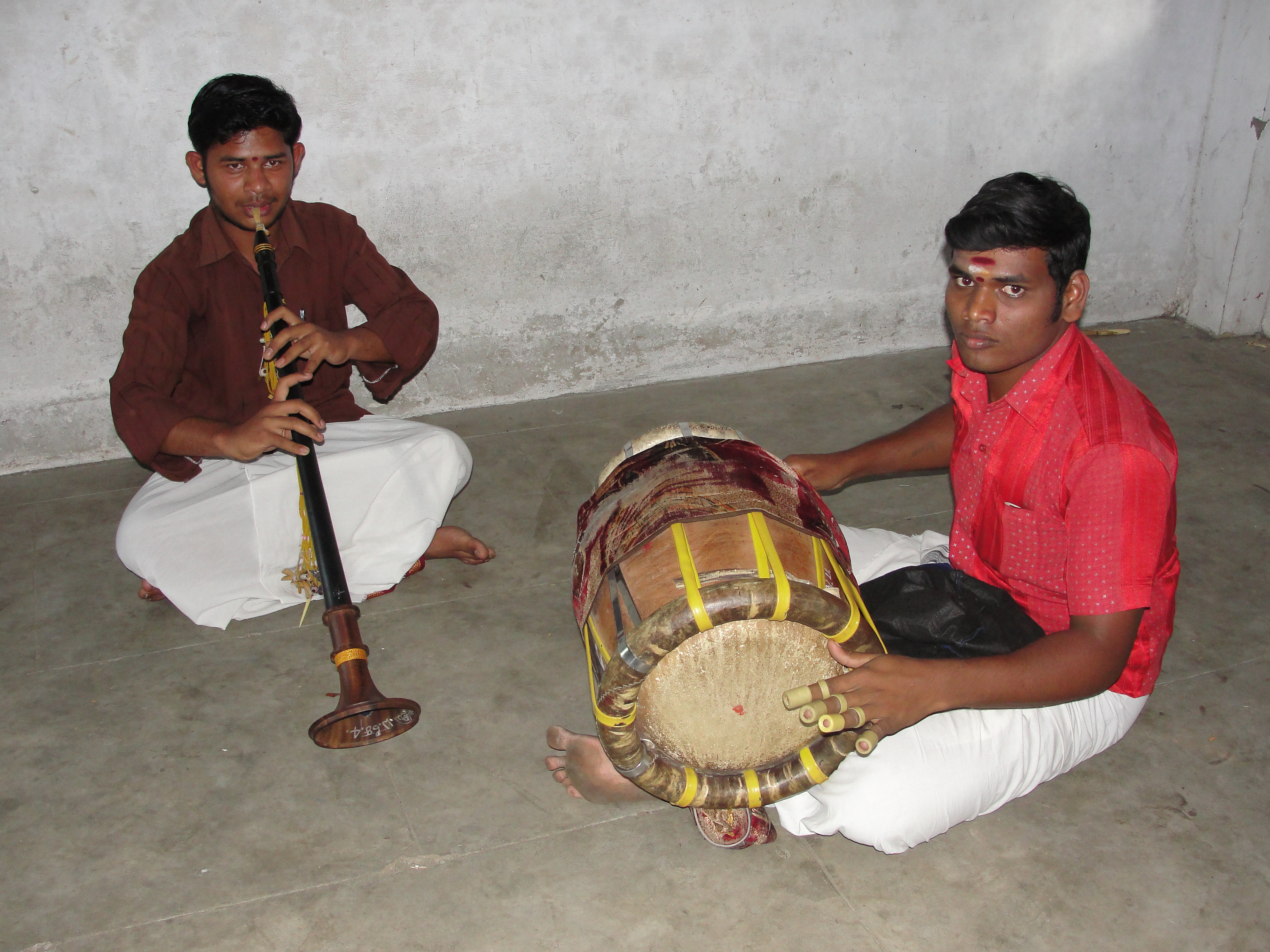
La musique des nadaswaram et tavil est l'une des plus vieilles traditions dans la musique instrumentale.

La musique instrumentale caractérise toute musique exclusivement destinée à des instruments. Ce concept s'oppose donc à celui de musique vocale, ceci à cause du traitement particulier habituellement réservé à la voix.

## Généralités
Si de nombreux genres musicaux appartiennent en propre à la musique instrumentale (par exemple, dans la musique classique, la sonate, le concerto, la symphonie, etc.), il arrive très fréquemment que des instruments soient sollicités dans des pièces de musique vocale (opéra, chanson, comédie musicale, jazz, etc.).
En fonction de la musique concernée, le classement des genres purement instrumentaux peut être réalisé selon les effectifs de la formation de destination (solistes, petit ensemble, orchestre...), et éventuellement, compte tenu de la famille des instruments concernés (cordes, percussions, vents...), selon qu'une même partie musicale est exécutée par un seul interprète.

## Musique instrumentale classique
Concernant la musique classique, la musique instrumentale s'est détachée de la musique vocale seulement au cours de la Renaissance. Ce n'est qu'au milieu du XVIIIe siècle qu'une distinction s'opère entre, d'une part, la musique pour solistes ou pour petits ensembles, appelée musique de chambre ; d'autre part, la musique pour grandes formations orchestrales appelée musique symphonique.

#### Genres
- Genres de la musique instrumentale classique
  - Période baroque : concerto grosso ; ouverture ; suite de danses
  - Musique de chambre : sonate ; trio ; quatuor ; quintette ; sextuor ; septuor ; octuor
  - Musique symphonique : concerto ; poème symphonique ;

#### Compositeurs
- Compositeurs du Moyen Âge
- Compositeurs de la Renaissance
- Compositeurs de la période baroque
- Compositeurs de la période classique
- Compositeurs de la période romantique
- Compositeurs de la période moderne
- Compositeurs de la période contemporaine

#### Œuvres classiques instrumentales
- Œuvres pour clavier
- Œuvres de musique de chambre
- Œuvres de musique symphonique